# Кечіорен (канатна дорога)
Канатна дорога Кечіорен (тур. Keçiören teleferiği) — двостанційний гондольний підйомник, розташований в Кечіорен, Анкара, Туреччина. 
Відкрито в квітні 2008 року, завдовжки 1653 м сполучає район Каваджик-Субаевлері (станція Ататюрк) на півдні з районом Тепебаші (станція Кумхурієт) на півночі в межах Кечіорен. 
Управляється муніципалітетом Кечіорен. 

Лінію спроектовано і систему поставлено турецькою компанією-виробником канатних доріг STM Sistem Teleferik з Ізміра.

Будівельні роботи завершено в листопаді 2007 року, і після тестових запусків введено в експлуатацію в квітні 2008 року. 
Це найдовша лінія міського гондольного підйомника в Туреччині. 

Шістнадцять знімних кабін, кожна з яких може вмістити вісім пасажирів, щогодини перевозять 384 людини між двома станціями. 
Поїздка триває 20 хвилин. 

У квітні 2013 року муніципалітет знизив вартість проїзду з початкових 5,00 ₺ до 1,00 ₺. 

Технічні характеристики
- Довжина лінії: 1653 м[1]
- Відстань по висоті: 65,5 м[1]
- Кількість станцій: 2
- Кількість кабін: 16 кожна восьмимісна[1]
- Тривалість подорожі: 20 хвилин[1]
- Робоча швидкість: макс. 5 м/с[1]
- Перевезення за годину: 384 осіб[1]
- Діаметр тросу = 46 мм[1]
- Потужність двигуна: 160 кВт
- Графік роботи: 12:00 - 21:00 (будні), 12:00 - 22:00 (вихідні)[5]
- Вартість: 1.00 ₺[2]
- Станції:
  - Кумхурієт 39°59′04″ пн. ш. 32°51′55″ сх. д. / 39.98444° пн. ш. 32.86528° сх. д.
  - Ататюрк 39°58′08″ пн. ш. 32°51′56″ сх. д. / 39.96889° пн. ш. 32.86556° сх. д.